# Melalgus digueti
Melalgus digueti är en skalbaggsart som först beskrevs av Pierre Lesne 1911.  Melalgus digueti ingår i släktet Melalgus och familjen kapuschongbaggar. Inga underarter finns listade i Catalogue of Life.